# Sheila take a bow
Sheila take a bow is een single van de Britse alternatieve rockgroep The Smiths. De single werd uitgebracht op 13 april 1987 en verscheen later dat jaar op het verzamelalbum Louder than bombs. De single bereikte de 10e plaats op de UK Singles Chart; samen met Heaven knows I'm miserable now uit 1984 hun hoogst genoteerde hit gedurende het bestaan van de groep.

## Achtergrond
Sheila take a bow is een eerbetoon aan toneelschrijfster Shelagh Delaney, een grote inspiratie van zanger Morrissey. Gitarist Johnny Marr poogde een nummer te schrijven in de stijl van Mott the Hoople.
Het was de bedoeling dat zangeres Sandie Shaw de achtergrondzang van het nummer zou verzorgen; zij hadden in 1983 al eens samengewerkt voor haar cover van het Smiths-nummer Hand in glove. De dag dat ze haar partij zou opnemen in de studio kwam een zieke Morrissey niet opdagen om haar te begeleiden, tot grote ergernis van Shaw. Ze verleende haar stem alsnog in een volgende sessie, maar deze werd niet geschikt bevonden en afgekeurd. Shaw zei later dat ze het een "afschuwelijk" nummer vond en opgelucht was dat ze haar versie hadden geschrapt.
In de oorspronkelijke mix van producent John Porter werd de riff gespeeld met een sitar, maar de groep was ontevreden met deze versie en riep, zonder medeweten van Porter, de hulp van Stephen Street in om het nummer te herwerken. In april 1987 zou een videoclip worden opgenomen, maar dit ging niet door omdat Morrissey weigerde op te dagen op de set.

## Nummers
Alle muziek en teksten zijn geschreven door Morrissey en Johnny Marr. 
| Nr. | Titel                    | Duur |
| --- | ------------------------ | ---- |
| 1.  | Sheila take a bow        | 2:40 |
| 2.  | Is it really so strange? | 3:04 |

| Nr. | Titel                     | Duur |
| --- | ------------------------- | ---- |
| 1.  | Sheila take a bow         | 2:40 |
| 2.  | Is it really so strange?  | 3:04 |
| 3.  | Sweet and tender hooligan | 3:34 |

## Bezetting
- Morrissey - zang
- Johnny Marr - gitaar
- Andy Rourke - basgitaar
- Mike Joyce - drumstel